# Besleria longimucronata
Besleria longimucronata är en tvåhjärtbladig växtart som beskrevs av Frederico Carlos Hoehne. Besleria longimucronata ingår i släktet Besleria och familjen Gesneriaceae. Inga underarter finns listade i Catalogue of Life.